# 北海道道1122号当麻比布線
北海道道1122号当麻比布線（ほっかいどうどう1122ごう とうまぴっぷせん）は、北海道上川郡当麻町と比布町を結ぶ一般道道（北海道道）である。

## 概要

### 路線データ
- 起点：北海道上川郡当麻町3条西4丁目（北海道道140号愛別当麻旭川線交点）
- 終点：北海道上川郡比布町新町4丁目（国道40号交点）
- 総延長：13.999 km[1][注釈 1]
- 実延長：9.497 km[1][注釈 1]
- 重用延長：4.502 km[1][注釈 1]

### 道路管理者
- 上川総合振興局 旭川建設管理部 事業課

## 歴史
- 1994年（平成6年）4月1日 - 路線認定[2]。北海道道941号比布当麻旭川線は同日付けで廃止[3]。

当路線の前身は、北海道道941号比布当麻旭川線の一部区間である。

## 路線状況

### 重複区間
- 国道39号（当麻町宇園別）

### 道路施設

#### 主な橋梁
- 麻布橋（383 m、石狩川、当麻町 - 比布町）

#### 道の駅
- 道の駅とうま（当麻町宇園別2区）

## 地理

### 通過する自治体
- 上川総合振興局
  - 上川郡当麻町
  - 上川郡比布町

### 交差する道路
当麻町
- 北海道道140号愛別当麻旭川線 - 3条西4丁目（起点）
- 北海道道332号当麻停車場線 - 4条東3丁目
- 国道39号 - 宇園別（重複）

比布町
- 北海道道296号比布愛別停車場線 - 新町
- 国道40号 - 新町4丁目（終点）
- 北海道道390号比布停車場線 - 新町4丁目（終点）

### 沿線にある施設など
当麻町
- 当麻町立当麻小学校
- 当麻町郷土資料館
- 当麻スポーツセンター
- 当麻町役場